# Овча купел (станция метро)
Овча купель (болг. Овча купел) — станция линии М3 Софийского метрополитена. Была открыта 24 апреля 2021 года в составе второго пускового участка «Овча купел» — «Горна баня» линии М3.

## Описание
Находится в квартале Овча купел административного района Овча купел Столичной общины (болг. Община Столична). Станция расположена к западу от пересечения бульвара «Овча купел» с бульваром «Президент Линкольн». Станция имеет два вестибюля. Восточный имеет выходы на пересечении двух бульваров. Он имеет три входа - два на тротуары бульвара «Президент Линкольн» и один на тротуары бульвара «Овча купел». Западный вестибюль находится под бульваром «Президент Линкольн». Входы находятся на обоих тротуарах бульвара. Платформы станции имеют длину 105 м. Станция оборудована 5 лифтами. На станции установлены прозрачные автоматические платформенные ворота высотой 1,6 м с нержавеющими окантовками и 40-сантиметровыми полосами из гладкой нержавеющей стали внизу.